# Puebla E-Prix 2021
Der Puebla E-Prix 2021 (offiziell: 2021 CBMM Niobium Puebla E-Prix) fand am 19. und 20. Juni auf dem Autódromo Miguel E. Abed in der Nähe von Puebla in Mexiko statt und war das achte und neunte Rennen der FIA-Formel-E-Weltmeisterschaft 2020/21.

## Bericht

### Hintergrund
Der normalerweise für das Formel-E-Rennen in Mexiko verwendete Autódromo Hermanos Rodríguez war als temporäres Krankenhaus für Patienten der COVID-19-Pandemie verwendet, dementsprechend wurde der Autódromo Miguel E. Abed als Ersatz ausgewählt. Die Strecke war bisher als Austragungsort der WTCC bekannt, wobei allerdings das Streckenlayout für den E-Prix leicht verändert wurde.
Nach dem Monaco E-Prix führte Robin Frijns in der Fahrerwertung mit fünf Punkten vor Nyck de Vries und mit acht Punkten vor Mitch Evans. In der Teamwertung hatte das erstplatzierte Mercedes-Team zwei Punkte Vorsprung auf Jaguar Racing und sieben Punkte Vorsprung auf DS Techeetah.
Da Dragon-Racing-Fahrer Nico Müller am selben Rennwochenende auch das Rennen der DTM in Monza bestritt, ersetzte ihn Reservefahrer Joel Eriksson, welcher somit sein Formel-E-Debüt gab. Da es das erste Rennen der Rennserie auf der Strecke in Amozoc war, hatte kein Fahrer im Feld jemals ein Rennen dort bestritten.
Tickets für das Rennwochenende wurden, unter anderem an Personen aus dem Gesundheitssystem, gratis vergeben.

### Renntag 1

#### Training
Im ersten Freien Training am 19. Juni um 08:00 Uhr wurde Oliver Rowland mit eine Zeit von 1:24.314 Schnellster, vor Pascal Wehrlein und António Félix da Costa.
Das zweite Freie Training fand am selben Tag um 10:15 Uhr statt. Abgesehen von einem Kontakt mit der Wand seitens Oliver Rowland verlief das Training weitgehend ruhig, Rowland wurde letztendlich Schnellster.

#### Qualifying
Das Qualifying begann um 12:00 Uhr und fand in vier Gruppen zu je sechs Fahrern statt, jede Gruppe hatte drei Minuten Zeit, in der die Piloten maximal eine gezeitete Runde mit einer Leistung 200 kW und anschließend maximal eine gezeitete Runde mit einer Leistung von 250 kW fahren durften. Pascal Wehrlein wurde mit einer Zeit von 1:23.505 min Schnellster und erhielt einen Punkt.
Die sechs schnellsten Fahrer fuhren anschließend im Superpole genannten Einzelzeitfahren die ersten sechs Positionen aus. Pascal Wehrlein wurde mit einer Zeit von 1:23.780 schnellster Fahrer und sicherte sich somit 3 weitere Punkte.

#### Rennen
Das Rennen ging über eine Zeit von 45 Minuten zuzüglich einer Runde. Jeder Fahrer musste den Attack-Mode erneut zweimal aktivieren, nach der Aktivierung leistete das Fahrzeug für eine Zeit von vier Minuten maximal 235 kW statt 200 kW.
Im Vorfeld des Rennens wurden einige Strafen verhängt, unter anderem wurde Sébastien Buemi um 10 Plätze nach hinten versetzt.
Das Rennen begann um 16:04 Uhr Ortszeit, wobei Pole-Setter Pascal Wehrlein einen guten Start hinlegte. Der zweitplatzierte Oliver Rowland hatte jedoch Probleme und fiel bereits vor der ersten Kurve um einige Positionen zurück. Im Verlauf der ersten Rennrunde konnte sich Maximilian Günther vom fünften bis auf den zweiten Platz vorkämpfen, während António Félix da Costa den neuntplatzierten André Lotterer überholte. In Kurve 8 kam es jedoch zum ersten Unfall des Rennens, als Nick Cassidy mit der Mauer kollidierte und seinen Wagen stark beschädigte. Als Reaktion kam das Safety Car zum Einsatz und blieb für zwei Runden auf der Strecke.
Beim Restart konnte sich Wehrlein gut von seinen Verfolgern absetzen, während die ersten Fahrer den Attack-Mode aktivierten. Wehrlein selbst holte sich diesen in der darauffolgenden Runde und fiel deswegen zwar zuerst auf Platz 3 zurück, überholte allerdings eine Runde später Jake Dennis und war somit Zweiter.
Die Führung konnte sich Wehrlein sichern als Maximilian Günther seinen Attack-Mode aktivierte und somit auf Platz 5 zurückfiel. Kurz darauf verbremste sich Robin Frijns in Kurve 11, woraufhin er mit Nyck de Vries kollidierte und diesen in die Auslaufzone schubste. Alle Wagen konnten weiterfahren, de Vries verlor jedoch sehr viel Zeit. Wehrlein konnte währenddessen seine Führung ausbauen, bis er, gefolgt von Jean-Éric Vergne seinen zweiten Attack-Mode holte. Bei Letzterem kam es allerdings zu einem Kontakt mit Alexander Sims, aufgrund dessen Vergne mit der Mauer kollidierte und erhebliche Schäden an seinem Wagen davontrug, welche ihn dazu zwangen das Rennen aufzugeben.

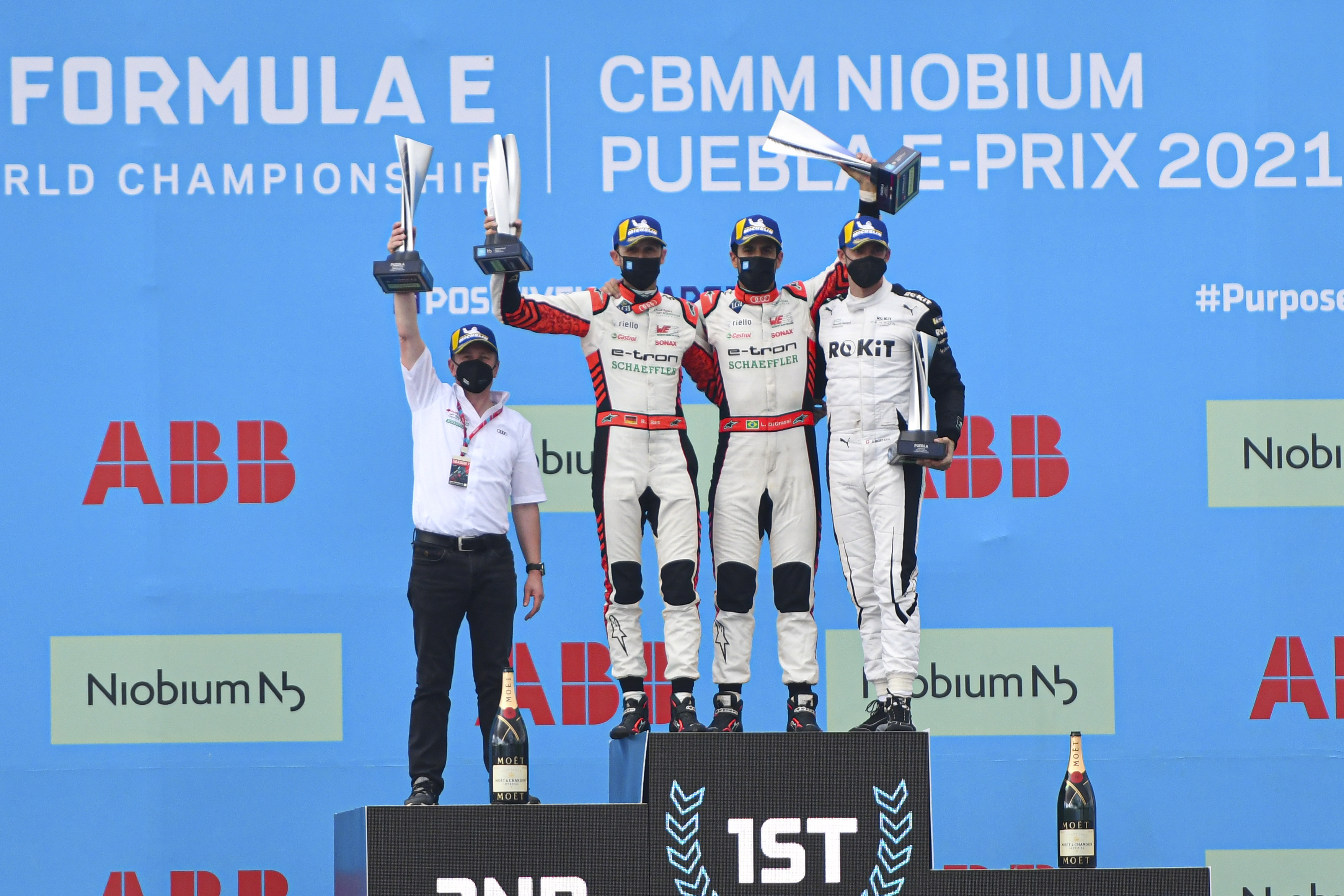
Siegerpodium nach Rennen 1.

Günther überholte kurz darauf seinen Teamkollegen Jake Dennis und sicherte sich den zweiten Platz, Wehrlein hatte jedoch einen großen Vorsprung. Kurz darauf kam es, nach dem Aufladen des Attack-Mode, erneut zu einem Unfall, diesmal zwischen Alex Lynn und Sam Bird. Bird kollidierte mit der Mauer in Kurve 9 und musste seinen Wagen direkt abstellen, was zum zweiten Mal zu einer Safety-Car-Phase führte. Als diese nach zwei Runden endete, versuchte Günther an Wehrlein vorbeizukommen, der Porsche war allerdings schneller. Kurz darauf kam die Nachricht, dass beide Porsche-Rennwagen unter Untersuchung standen, woraufhin das Team Wehrlein anwies Vorsprung aufzubauen. Dementsprechend fuhr er einige schnelle Runde, während Edoardo Mortara sich den zweiten Platz sicherten.
Gegen Rennende führte Wehrlein das Rennen weiterhin an, der zweitplatzierte Edoardo Mortara war jedoch unter Druck von Lucas di Grassi. Zwei Runden vor Rennende überholte dieser Mortara, kurz darauf verlor dieser auch den dritten Platz an René Rast. Wehrlein überquerte bequem mit über vier Sekunden Vorsprung als Erster die Ziellinie, wurde jedoch kurz darauf, aufgrund eines technischen Verstosses, disqualifiziert. Lucas die Grassi wurde dementsprechend zum Rennsieger. Den Punkt für die schnellste Rennrunde innerhalb der Top 10 bekam René Rast.

### Renntag 2

#### Training
Im einzigen Freien Training am 20. Juni um 09:15 Uhr wurde Nyck de Vries mit eine Zeit von 1:21.492 Schnellster, vor Jean-Éric Vergne und Oliver Rowland.

#### Qualifying
Das Qualifying begann um 12:00 Uhr und fand in vier Gruppen zu je sechs Fahrern statt, jede Gruppe hatte drei Minuten Zeit, in der die Piloten maximal eine gezeitete Runde mit einer Leistung 200 kW und anschließend maximal eine gezeitete Runde mit einer Leistung von 250 kW fahren durften. Jake Dennis wurde mit einer Zeit von 1:22.816 min Schnellster und erhielt einen Punkt.
Die sechs schnellsten Fahrer fuhren anschließend im Superpole genannten Einzelzeitfahren die ersten sechs Positionen aus. Oliver Rowland wurde mit einer Zeit von 1:23.579 schnellster Fahrer und sicherte sich somit 3 weitere Punkte.

#### Rennen
Das Rennen ging über eine Zeit von 45 Minuten zuzüglich einer Runde. Jeder Fahrer musste den Attack-Mode erneut zweimal aktivieren, nach der Aktivierung leistete das Fahrzeug für eine Zeit von vier Minuten maximal 235 kW statt 200 kW.
Pole-Setter Oliver Rowland gelang ein guter Start und konnte seine Führung in die erste Kurve verteidigen, während der zweitplatzierte Pascal Wehrlein seine Position an Edorado Mortara verlor. Jake Dennis eroberte ebenfalls den vierten Platz. Später in der ersten Runde kam es weiter hinten im Feld in Kurve 4 zu Kontakt zwischen Norman Nato und Stoffel Vandoorne, beide konnten allerdings mit kleineren Schäden weiterfahren.
Nach zwei Runden kam der Attack-Mode zum ersten Mal zum Einsatz als Robin Frijns diesen auflud. Es dauerte allerdings bis Runde 5, als auch die vorne platzierten Fahrer diesen aktivierten, Oliver Rowland war der Erste, kam auf Platz vier ins Rennen zurück und konnte kurz darauf Jake Dennis für Platz 3 überholen. Weiter hinten überholte Alexander Sims Sam Bird und Maximilian Günther, wodurch er in die Top 10 kam. Dennis fiel aufgrund den AMs der anderen Fahrer auf Platz 5 zurück, während Rennanführer Rowland seinen zweiten Attack-Mode auflud.
Nyck de Vries schied nach Kontakt mit Lucas di Grassin in Kurve 9 aus dem Rennen aus. Gleichzeitig hatte sich Edorado Mortara, dank dem Attack-Mode, die Führung gesichert und konnte sich absetzen, da seine Verfolger Wehrlein und Rowland vor allem um Platz zwei kämpften. Rowland konnte sich diesen sichern, hatte jedoch Probleme mit Mortara mitzuhalten, während Wehrlein auf Platz vier zurückfiel. Mortaras Vorsprung war so groß, dass dieser seinen zweiten Attack-Mode aufladen konnte ohne seine Position zu verlieren, sein Verfolger Rowland wurde erneut von Wehrlein verfolgt, welcher sich wieder auf Platz drei vorgekämpft hatte.
Im Kampf um die hinteren Plätze kam es zu mehreren kontroversen Momenten, zuerst versuchte André Lotterer seine Position gegen Alexander Sims zu verteidigen, indem er diesen gegen die Innenmauer zwängte. An der gleichen Stelle verursachte Sébastien Buemi einen ähnlichen Unfall mit Norman Nato, wobei dieser allerdings seinen Wagen abstellen musste. Kurz darauf kam es erneut zu Kontakt, diesmal zwischen Buemi, di Grassi und Sam Bird, wobei sein Wagen zwar Schäden davontrug, aber weiterfahren konnte. Lucas di Grassi bekam kurz darauf eine Strafe für mehrere Kollisionen. Oliver Turveys Wagen blieb beim Laden des Attack-Mode stehen, sein Wagen konnte aber ohne Rennunterbrechung geborgen werden.
Mortara konnte währenddessen seine Führung weiter ausbauen, während Wehrlein erneut Rowland beim Kamps um Platz zwei unter Druck setzte und diesen letztendlich überholte. Wehrlein konnte daraufhin mit seinem Porsche wichtige Sekunden auf Mortara gewinnen, während Rowland sich gegen Nick Cassidy verteidigen musste. Trotz dem Einsatz des FanBoost gelang es Wehrlein nicht an Mortara vorbeizukommen, dazu kam ein kleiner Fehler seitens des Porsche-Fahrers, welcher ihm weiterhin Zeit kostete. Kurz darauf verunfallte António Félix da Costa, dieser konnte jedoch seinen Wagen aus der Gefahrenzone bringen und verhinderte dementsprechend ein spätes Safety-Car. Im Kampf um Platz drei setzte sich letztendlich Nick Cassidy durch und überholte Rowland kurz vor Rennende in Kurve 13.
Edoardo Mortara gewann den E-Prix vor Wehrlein und Cassidy, doch nach dem Rennen wurde bekanntgegeben, dass Wehrlein erneut bestraft wurde. Diesmal war der Grund eine falsche Verwendung des FanBoosts, welcher eine 5-Sekunden-Strafe mit sich zog. Dementsprechend rükten Cassidy und Rowland um einen Platz vor.

## Meldeliste
Alle Teams und Fahrer verwendeten Reifen von Michelin.
| Team                                     | Fahrzeug                    | Nr. | Fahrer                 |
| ---------------------------------------- | --------------------------- | --- | ---------------------- |
| DS Techeetah                             | DS E-Tense FE20             | 13  | António Félix da Costa |
| DS Techeetah                             | DS E-Tense FE20             | 25  | Jean-Éric Vergne       |
| Nissan e.dams                            | Nissan IM02                 | 22  | Oliver Rowland         |
| Nissan e.dams                            | Nissan IM02                 | 23  | Sébastien Buemi        |
| Mercedes-EQ Formula E Team               | Mercedes-EQ Silver Arrow 02 | 05  | Stoffel Vandoorne      |
| Mercedes-EQ Formula E Team               | Mercedes-EQ Silver Arrow 02 | 17  | Nyck de Vries          |
| Envision Virgin Racing                   | Audi e-tron FE07            | 04  | Robin Frijns           |
| Envision Virgin Racing                   | Audi e-tron FE07            | 37  | Nick Cassidy           |
| BMW i Andretti Motorsport                | BMW iFE.21                  | 27  | Jake Dennis            |
| BMW i Andretti Motorsport                | BMW iFE.21                  | 28  | Maximilian Günther     |
| Audi Sport ABT Schaeffler Formula E Team | Audi e-tron FE07            | 11  | Lucas di Grassi        |
| Audi Sport ABT Schaeffler Formula E Team | Audi e-tron FE07            | 33  | René Rast              |
| Jaguar Racing                            | Jaguar I-Type 5             | 10  | Sam Bird               |
| Jaguar Racing                            | Jaguar I-Type 5             | 20  | Mitch Evans            |
| TAG Heuer Porsche Formula E Team         | Porsche 99X Electric        | 36  | André Lotterer         |
| TAG Heuer Porsche Formula E Team         | Porsche 99X Electric        | 99  | Pascal Wehrlein        |
| Mahindra Racing                          | Mahindra M7Electro          | 29  | Alexander Sims         |
| Mahindra Racing                          | Mahindra M7Electro          | 94  | Alex Lynn              |
| ROKiT Venturi Racing                     | Mercedes-EQ Silver Arrow 02 | 48  | Edoardo Mortara        |
| ROKiT Venturi Racing                     | Mercedes-EQ Silver Arrow 02 | 71  | Norman Nato            |
| Dragon / Penske Autosport                | Penske EV-4                 | 06  | Joel Eriksson          |
| Dragon / Penske Autosport                | Penske EV-4                 | 07  | Sérgio Sette Câmara    |
| NIO 333 FE Team                          | NIO 333 001                 | 08  | Oliver Turvey          |
| NIO 333 FE Team                          | NIO 333 001                 | 88  | Tom Blomqvist          |

## Klassifikationen

### Renntag 1

#### Qualifying
| Pos. | Fahrer                 | Team                                     | Zeit     | Superpole | Start |
| ---- | ---------------------- | ---------------------------------------- | -------- | --------- | ----- |
| 01   | Pascal Wehrlein        | TAG Heuer Porsche Formula E Team         | 1:23.505 | 1:23.780  | 1     |
| 02   | Oliver Rowland         | Nissan e.dams                            | 1:23.808 | 1:23.838  | 2     |
| 03   | Jake Dennis            | BMW i Andretti Motorsport                | 1:23.886 | 1:23.879  | 3     |
| 04   | Jean-Éric Vergne       | DS Techeetah                             | 1:23.996 | 1:24.282  | 4     |
| 05   | Maximilian Günther     | BMW i Andretti Motorsport                | 1:24.072 | 1:25.095  | 5     |
| 06   | Edoardo Mortara        | ROKiT Venturi Racing                     | 1:24.286 | 1:27.217  | 6     |
| 07   | Alexander Sims         | Mahindra Racing                          | 1:24.425 | –         | 7     |
| 08   | Lucas di Grassi        | Audi Sport ABT Schaeffler Formula E Team | 1:24.489 | –         | 8     |
| 09   | Sérgio Sette Câmara    | Dragon / Penske Autosport                | 1:24.706 | –         | 24    |
| 10   | René Rast              | Audi Sport ABT Schaeffler Formula E Team | 1:24.818 | –         | 9     |
| 11   | André Lotterer         | TAG Heuer Porsche Formula E Team         | 1:24.832 | –         | 10    |
| 12   | António Félix da Costa | DS Techeetah                             | 1:24.881 | –         | 11    |
| 13   | Mitch Evans            | Jaguar Racing                            | 1:24.934 | –         | 12    |
| 14   | Joel Eriksson          | Dragon / Penske Autosport                | 1:24.992 | –         | 23    |
| 15   | Nick Cassidy           | Envision Virgin Racing                   | 1:25.352 | –         | 13    |
| 16   | Nyck de Vries          | Mercedes-EQ Formula E Team               | 1:25.387 | –         | 14    |
| 17   | Oliver Turvey          | NIO 333 FE Team                          | 1:25.404 | –         | 15    |
| 18   | Alex Lynn              | Mahindra Racing                          | 1:25.593 | –         | 16    |
| 19   | Norman Nato            | ROKiT Venturi Racing                     | 1:25.730 | –         | 17    |
| 20   | Sam Bird               | Jaguar Racing                            | 1:25.788 | –         | 18    |
| 21   | Sébastien Buemi        | Nissan e.dams                            | 1:25.809 | –         | 19    |
| 22   | Robin Frijns           | Envision Virgin Racing                   | 1:26.146 | –         | 20    |
| 23   | Stoffel Vandoorne      | Mercedes-EQ Formula E Team               | 1:26.413 | –         | 21    |
| 24   | Tom Blomqvist          | NIO 333 FE Team                          | 1:30.568 | –         | 22    |

#### Rennen
| Pos.    | Fahrer                 | Team                                     | Runden | Zeit      | Start | Schnellste Runde |
| ------- | ---------------------- | ---------------------------------------- | ------ | --------- | ----- | ---------------- |
| 01      | Lucas di Grassi        | Audi Sport ABT Schaeffler Formula E Team | 28     | 47:40.772 | 8     | 1:25:549         |
| 02      | René Rast              | Audi Sport ABT Schaeffler Formula E Team | 28     | +0.497    | 9     | 1:25:531         |
| 03      | Edoardo Mortara        | ROKiT Venturi Racing                     | 28     | +2.774    | 6     | 1:26:372         |
| 04      | Alexander Sims         | Mahindra Racing                          | 28     | +10.443   | 7     | 1:27:046         |
| 05      | Jake Dennis            | BMW i Andretti Motorsport                | 28     | +11.473   | 3     | 1:26:338         |
| 06      | António Félix da Costa | DS Techeetah                             | 28     | +11.624   | 11    | 1:26:597         |
| 07      | Stoffel Vandoorne      | Mercedes-EQ Formula E Team               | 28     | +12.022   | 21    | 1:26:880         |
| 08      | Mitch Evans            | Jaguar Racing                            | 28     | +12.351   | 12    | 1:26:394         |
| 09      | Nyck de Vries          | Mercedes-EQ Formula E Team               | 28     | +12.936   | 14    | 1:26:036         |
| 10      | Alex Lynn              | Mahindra Racing                          | 28     | +13.154   | 16    | 1:26:797         |
| 11      | Oliver Turvey          | NIO 333 FE Team                          | 28     | +14.548   | 15    | 1:26:988         |
| 12      | Maximilian Günther     | BMW i Andretti Motorsport                | 28     | +15.257   | 5     | 1:26:871         |
| 13      | Tom Blomqvist          | NIO 333 FE Team                          | 28     | +15.442   | 22    | 1:26:860         |
| 14      | Norman Nato            | ROKiT Venturi Racing                     | 28     | +15.756   | 17    | 1:27:243         |
| 15      | Sérgio Sette Câmara    | Dragon / Penske Autosport                | 28     | +16.971   | 24    | 1:26:409         |
| 16      | Robin Frijns           | Envision Virgin Racing                   | 28     | +17.942   | 20    | 1:25:758         |
| 17      | Joel Eriksson          | Dragon / Penske Autosport                | 28     | +18.285   | 23    | 1:26:111         |
| –       | Sam Bird               | Jaguar Racing                            | 15     | DNF       | 18    | 1:27:324         |
| –       | Jean-Éric Vergne       | DS Techeetah                             | 12     | DNF       | 4     | 1:28:020         |
| –       | Nick Cassidy           | Envision Virgin Racing                   | 0      | DNF       | 13    | –                |
| –       | Pascal Wehrlein        | TAG Heuer Porsche Formula E Team         | 28     | DSQ       | 1     | 1:25:801         |
| –       | André Lotterer         | TAG Heuer Porsche Formula E Team         | 28     | DSQ       | 10    | 1:27:002         |
| –       | Sébastien Buemi        | Nissan e.dams                            | 28     | DSQ       | 19    | 1:26:563         |
| –       | Oliver Rowland         | Nissan e.dams                            | 24     | DSQ       | 2     | 1:25:172         |
| Quelle: |                        |                                          |        |           |       |                  |

### Renntag 2

#### Qualifying
| Pos. | Fahrer                 | Team                                     | Zeit       | Superpole  | Start |
| ---- | ---------------------- | ---------------------------------------- | ---------- | ---------- | ----- |
| 01   | Oliver Rowland         | Nissan e.dams                            | 1:23.052   | 1:23.579   | 1     |
| 02   | Pascal Wehrlein        | TAG Heuer Porsche Formula E Team         | 1:23.227   | 1:23.771   | 2     |
| 03   | Edoardo Mortara        | ROKiT Venturi Racing                     | 1:23.235   | 1:23.886   | 3     |
| 04   | Jean-Éric Vergne       | DS Techeetah                             | 1:23.204   | 1:23.950   | 4     |
| 05   | Jake Dennis            | BMW i Andretti Motorsport                | 1:22.816   | 1:24.154   | 5     |
| 06   | Alex Lynn              | Mahindra Racing                          | 1:23.212   | Keine Zeit | 6     |
| 07   | Sébastien Buemi        | Nissan e.dams                            | 1:23.455   | –          | 7     |
| 08   | Nick Cassidy           | Envision Virgin Racing                   | 1:23.499   | –          | 8     |
| 09   | Tom Blomqvist          | NIO 333 FE Team                          | 1:23.583   | –          | 9     |
| 10   | André Lotterer         | TAG Heuer Porsche Formula E Team         | 1:23.636   | –          | 10    |
| 11   | Maximilian Günther     | BMW i Andretti Motorsport                | 1:23.640   | –          | 11    |
| 12   | Norman Nato            | ROKiT Venturi Racing                     | 1:23.789   | –          | 12    |
| 13   | Lucas di Grassi        | Audi Sport ABT Schaeffler Formula E Team | 1:23.984   | –          | 13    |
| 14   | Alexander Sims         | Mahindra Racing                          | 1:24.179   | –          | 14    |
| 15   | Sam Bird               | Jaguar Racing                            | 1:24.292   | –          | 15    |
| 16   | Sérgio Sette Câmara    | Dragon / Penske Autosport                | 1:24.445   | –          | 16    |
| 17   | Stoffel Vandoorne      | Mercedes-EQ Formula E Team               | 1:24.736   | –          | 17    |
| 18   | Mitch Evans            | Jaguar Racing                            | 1:24.756   | –          | 18    |
| 19   | Nyck de Vries          | Mercedes-EQ Formula E Team               | 1:24.811   | –          | 19    |
| 20   | Oliver Turvey          | NIO 333 FE Team                          | 1:24.840   | –          | 20    |
| 21   | Robin Frijns           | Envision Virgin Racing                   | 1:24.907   | –          | 21    |
| 22   | António Félix da Costa | António Félix da Costa                   | 1:24.911   | –          | 22    |
| 23   | Joel Eriksson          | Dragon / Penske Autosport                | 1:25.203   | –          | 23    |
| –    | René Rast              | Audi Sport ABT Schaeffler Formula E Team | keine Zeit | –          | 24    |

#### Rennen
| Pos.    | Fahrer                 | Team                                     | Runden | Zeit      | Start | Schnellste Runde |
| ------- | ---------------------- | ---------------------------------------- | ------ | --------- | ----- | ---------------- |
| 01      | Edoardo Mortara        | ROKiT Venturi Racing                     | 32     | 46:41.685 | 3     | 1:25:970         |
| 02      | Nick Cassidy           | Envision Virgin Racing                   | 32     | +4.169    | 8     | 1:25:991         |
| 03      | Oliver Rowland         | Nissan e.dams                            | 32     | +6.912    | 1     | 1:26:279         |
| 04      | Pascal Wehrlein        | TAG Heuer Porsche Formula E Team         | 32     | +7.296    | 2     | 1:25:871         |
| 05      | Jake Dennis            | BMW i Andretti Motorsport                | 32     | +9.986    | 5     | 1:25:688         |
| 06      | Alex Lynn              | Mahindra Racing                          | 32     | +10.630   | 6     | 1:26:044         |
| 07      | Maximilian Günther     | BMW i Andretti Motorsport                | 32     | +10.968   | 11    | 1:25:608         |
| 08      | Jean-Éric Vergne       | DS Techeetah                             | 32     | +21.111   | 4     | 1:26:525         |
| 09      | Mitch Evans            | Jaguar Racing                            | 32     | +21.261   | 18    | 1:26:313         |
| 10      | René Rast              | Audi Sport ABT Schaeffler Formula E Team | 32     | +21.261   | 24    | 1:25:370         |
| 11      | Robin Frijns           | Envision Virgin Racing                   | 32     | +22.216   | 21    | 1:25:901         |
| 12      | Sam Bird               | Jaguar Racing                            | 32     | +27.945   | 15    | 1:25:722         |
| 13      | Stoffel Vandoorne      | Mercedes-EQ Formula E Team               | 32     | +28.578   | 17    | 1:26:281         |
| 14      | Sébastien Buemi        | Nissan e.dams                            | 32     | +35.720   | 7     | 1:26:167         |
| 15      | Joel Eriksson          | Dragon / Penske Autosport                | 32     | +41.027   | 23    | 1:26:282         |
| 16      | Sérgio Sette Câmara    | Dragon / Penske Autosport                | 32     | +41.029   | 16    | 1:26:342         |
| 17      | André Lotterer         | TAG Heuer Porsche Formula E Team         | 32     | +41.029   | 10    | 1:27:412         |
| 18      | Lucas di Grassi        | Audi Sport ABT Schaeffler Formula E Team | 32     | +1:26.473 | 13    | 1:26:307         |
| –       | Tom Blomqvist          | NIO 333 FE Team                          | 29     | DNF       | 9     | 1:25:879         |
| –       | António Félix da Costa | DS Techeetah                             | 25     | DNF       | 22    | 1:26:551         |
| –       | Alexander Sims         | Mahindra Racing                          | 21     | DNF       | 14    | 1:26:718         |
| –       | Oliver Turvey          | NIO 333 FE Team                          | 16     | DNF       | 20    | 1:26:815         |
| –       | Norman Nato            | ROKiT Venturi Racing                     | 12     | DNF       | 12    | 1:27:006         |
| –       | Nyck de Vries          | Mercedes-EQ Formula E Team               | 8      | DNF       | 19    | 1:27:540         |
| Quelle: |                        |                                          |        |           |       |                  |

## Meisterschaftsstände nach den Rennen
Die ersten Zehn des Rennens bekamen 25, 18, 15, 12, 10, 8, 6, 4, 2 bzw. 1 Punkt(e). Zusätzlich gab es drei Punkte für die Pole-Position, einen Punkt für den schnellsten Fahrer nach der Qualifying-Gruppenphase und einen Punkt für den Fahrer unter den ersten Zehn, der die schnellste Rennrunde erzielte.

### Fahrerwertung
| Pos. | Fahrer                 | Team                                     | Punkte |
| ---- | ---------------------- | ---------------------------------------- | ------ |
| 01   | Edoardo Mortara        | ROKiT Venturi Racing                     | 72     |
| 02   | Robin Frijns           | Envision Virgin Racing                   | 62     |
| 03   | António Félix da Costa | DS Techeetah                             | 60     |
| 04   | René Rast              | Audi Sport ABT Schaeffler Formula E Team | 60     |
| 05   | Mitch Evans            | Jaguar Racing                            | 60     |
| 06   | Nyck de Vries          | Mercedes-EQ Formula E Team               | 59     |
| 07   | Stoffel Vandoorne      | Mercedes-EQ Formula E Team               | 54     |
| 08   | Jake Dennis            | BMW i Andretti Motorsport                | 54     |
| 09   | Oliver Rowland         | Nissan e.dams                            | 53     |
| 10   | Jean-Éric Vergne       | DS Techeetah                             | 50     |
| 11   | Sam Bird               | Jaguar Racing                            | 49     |
| 12   | Pascal Wehrlein        | TAG Heuer Porsche Formula E Team         | 48     |

| Pos. | Fahrer              | Team                                     | Punkte |
| ---- | ------------------- | ---------------------------------------- | ------ |
| 13   | Lucas di Grassi     | Audi Sport ABT Schaeffler Formula E Team | 39     |
| 14   | Nick Cassidy        | Envision Virgin Racing                   | 37     |
| 15   | Alexander Sims      | Mahindra Racing                          | 36     |
| 16   | Alex Lynn           | Mahindra Racing                          | 36     |
| 17   | Nico Müller         | Dragon / Penske Autosport                | 30     |
| 18   | Maximilian Günther  | BMW i Andretti Motorsport                | 28     |
| 19   | André Lotterer      | TAG Heuer Porsche Formula E Team         | 18     |
| 20   | Oliver Turvey       | NIO 333 FE Team                          | 13     |
| 21   | Sérgio Sette Câmara | Dragon / Penske Autosport                | 12     |
| 22   | Sébastien Buemi     | Nissan e.dams                            | 11     |
| 23   | Norman Nato         | ROKiT Venturi Racing                     | 11     |
| 24   | Tom Blomqvist       | NIO 333 FE Team                          | 5      |

### Teamwertung
| Pos. | Team                                     | Punkte |
| ---- | ---------------------------------------- | ------ |
| 01   | Mercedes-EQ Formula E Team               | 82     |
| 02   | DS Techeetah                             | 65     |
| 03   | Jaguar Racing                            | 46     |
| 04   | Audi Sport ABT Schaeffler Formula E Team | 37     |
| 05   | Envision Virgin Racing                   | 32     |
| 06   | ROKiT Venturi Racing                     | 31     |

| Pos. | Team                             | Punkte |
| ---- | -------------------------------- | ------ |
| 07   | BMW i Andretti Motorsport        | 28     |
| 08   | Mahindra Racing                  | 27     |
| 09   | TAG Heuer Porsche Formula E Team | 26     |
| 10   | Nissan e.dams                    | 24     |
| 11   | Dragon / Penske Autosport        | 14     |
| 12   | NIO 333 FE Team                  | 12     |